# 阿月村
阿月村（あつきそん）は、山口県熊毛郡にあった村。現在の柳井市阿月にあたる。本項では発足時の名称である伊保庄南村（いほのしょうみなみそん）についても述べる。

## 地理
- 海洋：大畠瀬戸
- 山岳：皇座山

## 歴史
- 1889年（明治22年）4月1日 - 町村制の施行により、近世以来の伊保庄南村が単独で自治体を形成。
- 1901年（明治34年）3月1日 - 伊保庄南村が改称して阿月村となる。
- 1956年（昭和31年）7月20日 - 柳井市に編入（飛地合併）。同日阿月村廃止。

## 村長
- 堀江芳介：1895年9月 - 1898年9月[1]